# Brian Steen Nielsen
Brian Steen Nielsen (Vejle, Dinamarca, 28 de desembre de 1968) és un exfutbolista danès. Va disputar 66 partits amb la selecció de Dinamarca.